# Mahratta (Schiff, 1943)
HMS Mahratta (G23) war einer der acht am 7. Juli 1939 bestellten Zerstörer der M-Klasse der Royal Navy. Der als Marksman geplante Zerstörer wurde von Scotts erst im April 1943 abgeliefert, nachdem der im Bau befindliche Zerstörer noch auf der Helling bei zwei schweren deutschen Luftangriffen auf Greenock am 6. und 7. Mai 1941 schwer beschädigt wurde. In Folge der Luftangriffe erfolgte am 18. August 1941 eine erneute Kiellegung des Schiffes an anderer Stelle in der Werft. Daher lief das jetzt Mahratta benannte Schiff erst Ende Juli 1942 vom Stapel und wurde als letztes Schiff der neuen M-Klasse erst April 1943 fertiggestellt. Es war die späteste Ablieferung eines schon vor dem Kriegsbeginn bestellten Zerstörers.
Die Mahratta wurde im Zweiten Weltkrieg mit der Battle Honour „Arctic 1943-44“ ausgezeichnet.

Am Abend des 25. Februar 1944 wurde der Zerstörer in der Barentssee durch das deutsche U-Boot U 990 auf 71° 17′ 0″ N, 13° 30′ 0″ O versenkt. Das U-Boot traf den am Ende des Nordmeergeleitzuges JW 57 laufenden Zerstörer mit einem Zaunkönig-Torpedo. Der Zerstörer explodierte und sank innerhalb weniger Minuten. Die zur Hilfe eilenden Zerstörer Impulsive und Wanderer  konnten nur noch 16 der 236 Mann an Bord aus dem eisigen Wasser retten.

## Geschichte des Schiffs
Am 7. Juli 1939 erteilte die Royal Navy Bauaufträge für acht Zerstörer einer neuen M-Klasse. Bei der Klasse handelte es sich um Nachbauten der 1938 bestellten L-Klasse, von der noch kein Schiff vom Stapel gelaufen war. Die neuen Aufträge gingen paarweise an die ausgewählten Bauwerften, von denen nur Scotts Shipbuilding and Engineering Company in Greenock auch Schiffe des ersten Auftrags baute. Die Werft sollte das Typschiff der neuen M-Gruppe sowie den dazugehörigen Flottillenführer bauen.
Die Kiellegung der Neubauten mit den Baunummern 583 und 584 erfolgte Ende Januar 1940 drei Monate nach den Kiellegungen der beiden von Vickers-Armstrong zu liefernden Schiffe und fast zwei Monate nach den beiden Fairfields-Neubauten.
Neubau 583 sollte den Namen Milne erhalten und wurde als Flottillenführer der M-Klasse fertiggestellt.
Der Neubau 584 sollte den Namen Marksman erhalten und von der Bauwerft als Typschiff der neuen M-Gruppe fertiggestellt werden. Den Namen hatte zuletzt von 1915 bis 1921 ein Flottillenführer und Typschiff einer Klasse von insgesamt sieben Flottillenführern geführt, die gelegentlich auch als Lightfoot-Klasse bezeichnet wurde.
Das unfertige Schiff wurde auf der Helling bei den Angriffen der Luftwaffe auf Greenock am 6. und 7. Mai 1941 getroffen und erheblich beschädigt. Ein Weiterbau war nicht mehr möglich. Die Reste der Marksman wurde daher abgetragen und das Material so weit möglich auf einem anderen Bauplatz auf dem Werftgelände wieder genutzt, wo am 18. August 1941 eine erneute Kiellegung des Neubaus stattfand, der dann bei seinem Stapellauf im Juli 1942 den Namen Mahratta erhielt. Die Namensänderung nach dem Maratha-Reich erfolgte, um den Beitrag Indiens zum Krieg zu würdigen. Der Namen war zuvor schon für Schiffe oder Boote auf der ostindischen Station oder der indischen Marine verwandt worden.
Im April 1943 konnte das Schiff an die Royal Navy abgeliefert werden. Die Mahratta kam als letzter schon vor Kriegsbeginn bestellter Zerstörer in Dienst.
Die Schäden und Personenverluste in Greenock durch die Angriffe der Luftwaffe verzögerten die an Scotts vergebenen Aufträge erheblich. Auch Aufträge in anderen Zerstörer-Klassen konnten von der Werft nur erheblich verzögert abgewickelt werden.

### Einsätze
Nach Durchführung aller Tests und Übernahme aller Ausrüstungen und Vorräte verlegte der neue Zerstörer für das „work-up“ zur Home Fleet. Schon während dieser Test und Ausbildungsfahrten begleitete der neue Zerstörer im Mai 1943 die nach New York auslaufende Queen Mary, auf der der britische Premierminister Winston Churchill mit Beratern zur Trident-Konferenz mit den Amerikanern fuhr.
Im Sommer 1943 war der Zerstörer meist als Sicherung bei Bewegung der schweren Einheiten der Home Fleet im Einsatz, die zum Teil als Ablenkungsmanöver für die alliierte Offensive im Mittelmeerraum dienten und deutsche Kräfte im Nordmeer binden sollten. Dazu kamen etliche Sonderaufgaben, wie Versorgungsfahrten für die Stützpunkte der Alliierten auf Spitzbergen oder Transporte von Personal und Material der Royal Air Force nach Nordrussland, um von dort die Überwachung der Einheiten der deutschen Kriegsmarine in Nordnorwegen zu verbessern.

Im September erfolgte ein Einsatz des Zerstörers in der Biskaya, als er mit anderen Zerstörern der Home Fleet den Rückmarsch einiger schwerer Einheiten der Royal Navy vom Mittelmeer über Gibraltar in die Heimat sichern sollte. Die Mahratta muss dabei zeitweise das Schwesterschiff Matchless abschleppen, dessen Maschinen ausgefallen waren. Am 8. Oktober 1943 entdeckte sie ein Rettungsboot mit sechs Besatzungsmitgliedern einer Halifax der RAF, die das auslaufende U 221 am 27. September versenkt hatte, dabei aber von dessen Flak abgeschossen wurde. Am 10. traf sie mit dem zuletzt begleiteten Schlachtschiff Valiant, das von der Operation Avalanche zurückkehrte, in Plymouth ein.
Am 20. Oktober begann dann der Einsatz im Rahmen der beginnenden Saison der Nordmeergeleitzüge. Zur Rückführung dringend benötigter Handelsschiffe aus Murmansk traf am 28. im Kolafjord eine Escort Group mit den Zerstörern Milne (F), Mahratta, Matchless und Musketeer der „3rd Destroyer Flotilla“, Saumarez, Savage, Scorpion und Scourge der „23th Destroyer Flotilla“ sowie der zu einer Long Range Escort umgebauten Westcott, der norwegischen Korvette Eglantine und den Minensuchern Harrier und Seagull der Halcyon-Klasse ein. Im Schutz dieses Verbandes überführten sowjetische Besatzungen fünf kleine Minensucher und sechs U-Jagd-Boote im Rahmen einer „Lend-Lease“-Vereinbarung zur sowjetischen Nordflotte. Gesichert wurde die von den Deutschen nicht erkannte Überführung durch die Kreuzer London und der amerikanischen Augusta mit dem Geleitzerstörer Middleton. Vor dem Eingang zum Altafjord waren drei britische U-Boote aufgestellt worden.

Am 1. November lief der Konvoi RA 54A mit dreizehn Handelsschiffen von Archangelsk aus, der anfangs durch drei sowjetische Zerstörer und vier Minensucher der Halcyon-Klasse gesichert wurde, von denen Jason und Britomart beim Konvoy blieben, um nach einer Stationierungszeit im Weißen Meer wieder zur Home Fleet zurückzukehren. Ab dem 5. übernahmen die vorgenannten sieben Zerstörer, das Geleitboot Westcott und die Eglantine die Sicherung des Konvois, während Harrier und Seagull als Ablösung von Jason und Britomart zurückblieben. Die Sicherung waren jetzt die Kreuzer Belfast, Kent und Norfolk und als Ferndeckung das Schlachtschiff Anson, der Träger Formidable, der Kreuzer Jamaica und sechs Zerstörer in See. Der Konvoi traf am 14. in Loch Ewe ein, ohne von der deutschen Aufklärung erfasst worden zu sein.
Es folgten Einsätze der Mahratta Ende November/Anfang Dezember 1943 bei den Geleitzügen JW 54A und RA 54B, die von den Deutschen nicht angegriffen wurden, sowie im Januar/Februar 1944 bei den Geleitzügen JW 56B mit 16 Schiffen und RA 56. JW 56B wurde ab dem 29. Januar von zehn deutschen U-Booten angegriffen, von denen nur U 278 die Hardy traf, die von der Venus mit Fangschuss versenkt werden musste. Kein Boot kam an die Handelsschiffe heran. U 314 wurde von den Zerstörern Whitehall und Meteor versenkt. Das Rückgeleit lief am 3. Februar von Murmansk aus, gesichert von 23 Zerstörern und Korvetten, darunter Mahratta und erreichte am 6. Island mit 37 Handelsschiffen ohne Verluste. Man hatte die Aufstellung von acht deutschen U-Booten umgangen, die durch Meldung eines falschen Kurses durch die deutsche Luftaufklärung die U-Boote in falscher Richtung suchen ließ.

### Der Verlust der HMSMahratta

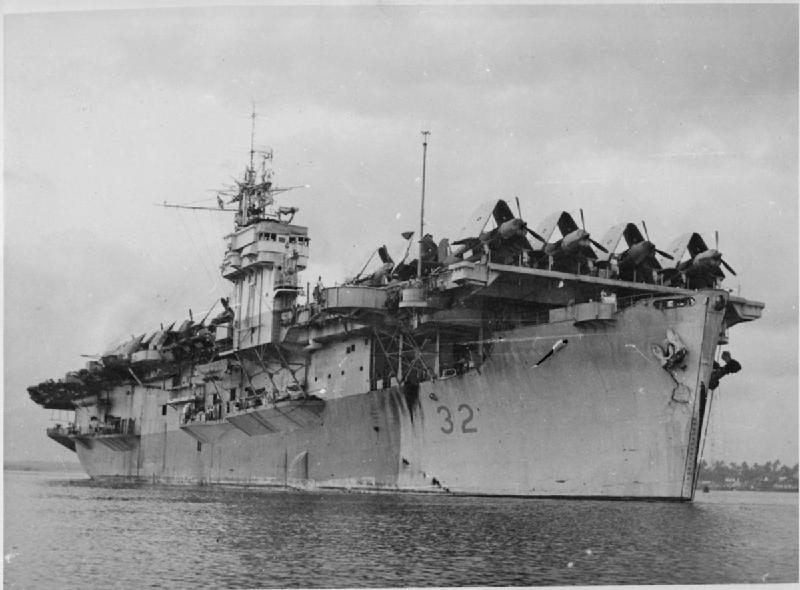
Der Geleitträger Chaser

Am 22. Februar 1944 stieß die Mahratta mit einer von der Milne geführten Zerstörergruppe, der auch noch Matchless, Meteor, Offa, Obedient, Onslaught, Oribi, Savage, Serapis, Swift, Verulam und Vigilant zur „Ocean Escort Group“ des Geleitzugs JW 57, zu der auch der Flakkreuzer Black Prince, der Geleitträger Chaser mit der Staffel 816 (neun Swordfish II-Bomber, sechs Martlett-Jäger), die zu Long-Range Escort’s umgebauten Wanderer und Watchman sowie die Fregatten Byron der Captain-Klasse und Strule der River-Klasse gehörten. Die Nahsicherung des Konvois bildeten die Zerstörer Keppel, Beagle, Boadicea und Walker mit vier Korvetten der Flower-Klasse.

Darüber hinaus stand noch eine Deckungsgruppe mit den Kreuzern Jamaica, Kent, Norfolk, Berwick in See.
Etwa zeitgleich mit der Konvoi-Operation fand ein Vorstoß des Flugzeugträgers Furious gegen die norwegische Küste statt, an dem auch die Schlachtschiffe Anson und die französische Richelieu, zwei Kreuzer und sieben Zerstörer teilnahmen. Von letzteren beschädigten sich Musketeer und die polnische Blyskawica, als sie miteinander kollidierten.
Der Konvoi JW 57 war seit dem 20. Februar von Loch Ewe aus mit 42 Handelsschiffen in Marsch und wurde von den Deutschen am 23. geortet; eine Fw 200-Condor konnte über zehn Stunden Fühlung zum Geleitzug halten. Vierzehn deutsche U-Boote waren schon in einer Auffangstellung im Nordmeer oder liefen zur Verstärkung aus. Am 24. hielt wieder eine Fw 200 Condor Fühlung trotz Angriffen von Martlets der Chaser und führte vier U-Boote heran, von denen U 713 jedoch von der Keppel versenkt wurde. Bis zum 25. abends wurden die deutschen U-Boote durch die Zerstörer oder die Maschinen der Chaser abgedrängt. Ein Catalina-Flugboot der RAF-Squadron 210 aus Sullom Voe versenkte das abgedrängte und aufgetauchte U 601.
Gegen 20:55 Uhr traf U 990 die am hinteren Ende des Konvois sichernde Mahratta mit einem Zaunkönig-Torpedo. Es kam zu einer heftigen Explosion und der Zerstörer sank am 25. Februar 1944 kurz nach 21 Uhr etwa 280 Meilen vom Nordkap entfernt auf 71.17 N 13.30 O.

Die Zerstörer Impulsive und Wanderer erreichten schon nach kurzer Zeit die Untergangsstelle. Impulsive konnte noch 17 Überlebende retten, von denen jedoch noch einer an Bord starb. Insgesamt verloren 220 Mann der Mahratta ihr Leben.
Der bislang größte Konvoi auf der Nordmeerroute erreichte mit allen 42 Handelsschiffen sowjetische Häfen.